# Michal Štefka
Michal Štefka (* 17. října 1970 v Třebíči) je bývalý československý fotbalista, záložník.

## Fotbalová kariéra
Začínal v Okříškách, prošel mládežnickými týmy Královopolské strojírny a Zbrojovky Brno. V československé lize debutoval 26. května 1991 v zápase Hradce Králové – Zbrojovka Brno. Od jara 1992 hrál druhou ligu postupně v Třinci, dále v LeRKu Brno (1993–1997). Na podzim 1997 odešel hostovat do Sigmy Olomouc, se kterou na konci ročníku slavil 3. místo a postup do Poháru UEFA. Za necelé dvě sezony si v Sigmě připsal 40 prvoligových startů a jednu vstřelenou branku, dále pak 2 starty (celkem 122 minuty) bez vstřelené branky v Poháru UEFA. Od roku 1999 do roku 2001 hostoval v Opavě. Na podzim 2001 se vrátil do Prostějova, na jaře 2002 hostoval v třetiligovém Zábřehu. V sezoně 2002/03 si zahrál v obou moravsko-slezských divizích: na podzim 2002 skupinu D za Vyškov, na jaře skupinu E za Zábřeh. Po této sezoně skončil s vrcholovým fotbalem, dodnes je však aktivním hráčem Otaslavic, které i trénuje.

## Ligová bilance
| Ročník                                   | Zápasy | Góly | Klub              |
| ---------------------------------------- | ------ | ---- | ----------------- |
| 1. československá fotbalová liga 1990/91 | 3      | 1    | FC Zbrojovka Brno |
| Gambrinus liga 1997/98                   | 18     | 0    | SK Sigma Olomouc  |
| Gambrinus liga 1998/99                   | 22     | 1    | SK Sigma Olomouc  |
| Gambrinus liga 1999/00                   | 28     | 1    | SFC Opava         |
| CELKEM                                   | 71     | 3    |                   |